# Гантиади (Дманисский муниципалитет)
Гантиади (груз. განთიადი) — село в Грузии, на территории Дманисского муниципалитета края (мхаре) Квемо-Картли.

## География
Село находится в юго-восточной части Грузии, на левом берегу реки Машаверы, на расстоянии приблизительно 2 километров (по прямой) к востоко-северо-востоку от города Дманиси, административного центра муниципалитета. Абсолютная высота — 1090 метров над уровнем моря.

## Население
По результатам официальной переписи населения 2014 года в Гантиади проживало 544 человека (263 мужчины и 281 женщина). В национальной структуре населения грузины составляли 96,3 %, греки — 3 %.
| Год  | Население, человек |
| ---- | ------------------ |
| 2002 | 816                |
| 2014 | ↘ 544              |